# Romanze (Literatur)
Eine Romanze (von span. el romance = „das in der romanischen Sprache Geschriebene“) ist eine lyrisch-epische Verserzählung, die aus der spanischen Literatur stammt.

## Entwicklung
Die Romanze kam in Spanien im 14. Jahrhundert auf und war ursprünglich ein volkstümliches Lied, das Sagen oder historische Ereignisse erzählte und meist in ungereimten 16-silbigen Versen gestaltet wurde. Andere Theorien gehen von Ursprüngen schon im 10. bis 12. Jahrhundert aus. Stil und Struktur der Romanze ähneln einer Volksballade.
In der Regel werden spanische Romanzen nach vier Stoffkreisen unterschieden:
1. Romanzen über historische Ereignisse
2. Romanzen nach karolingischen/bretonischen Sagen
3. Romanzen über Kämpfe zwischen Mauren und Christen
4. maurische Romanzen (nach dem Sieg über die Mauren)

Ab dem 16. Jahrhundert wurden auch Kunstromanzen gedichtet, u. a. von Lope de Vega. Sie sind thematisch breiter gefächert als die ursprüngliche Form. Um 1550 kam außerdem als weitere Form die Vulgärromanze auf, die Ähnlichkeiten zum Bänkelsang aufweist. In der modernen spanischen Literatur wurde das Genre der Romanze von Federico García Lorca wieder aufgegriffen.

## Rezeption in Deutschland
In Deutschland wurden spanische Romanzen ab dem 18. Jahrhundert rezipiert. Eine Schlüsselrolle nahm dabei Johann Gottfried Herder ein, der einige davon in seine Volksliedersammlungen aufnahm. In seinen eigenen Romanzen verwendete Herder überwiegend trochäische Verse, die im deutschsprachigen Raum in der Folge als genretypisch wahrgenommen wurden, in der ursprünglichen spanischen Form jedoch nicht vorkommen.
In der Romantik wurde die Romanze im deutschsprachigen Raum wegen ihrer vermuteten „Ursprünglichkeit“ als Volksdichtung populär. Der Bezug zu den spanischen Ursprüngen ging dabei jedoch mit der Zeit verloren, was dazu führte, dass der Begriff der Romanze ab dem 19. Jahrhundert nur noch schwer zu definieren ist, da eine eindeutige Unterscheidung etwa von der Ballade kaum mehr möglich ist. Johann Wolfgang von Goethe etwa verwendete diese Begriffe synonym. Bedeutende deutsche Dichter dieser Zeit, die explizit Romanzen schrieben, waren Joseph von Eichendorff, Clemens Brentano und Ludwig Uhland. Grundsätzlich wurde in dieser Zeit unter einer Romanze eine kürzere, in Strophen gefasste Versdichtung verstanden, die erzählerischen Charakter hat; weiteren formalen Einschränkungen unterliegt sie nicht. Teilweise wurde sie inhaltlich von der Ballade abgegrenzt, etwa durch sorglosere Grundstimmung und weniger schicksalsträchtige Themenwahl; eine solche Abgrenzung unternahm etwa Georg Wilhelm Friedrich Hegel. Zur spezifischen, mit der Romanze assoziierten Strophenform siehe Romanzenstrophe.
Ab der Mitte des 19. Jahrhunderts verlor die Romanze im deutschen Sprachraum an Bedeutung und wurde für parodistische Zwecke genutzt. Als Beispiele gelten Heinrich Heines Atta Troll. Ein Sommernachtstraum und Carl Leberecht Immermanns Tulifäntchen. Heines Gedichtsammlung Romanzero gilt nur in einigen Teilen als romanzenstilecht.
Das deutsche und spanische Konzept der Romanze ist nicht mit dem englischen Begriff Romance zu verwechseln, der eine allgemeine Bezeichnung für mittelenglische Versromane und – noch weitaus häufiger – für moderne Liebesromanliteratur (Trivialliteratur) ist.